# Fazenda Jacobina
A Fazenda Jacobina, antigo Engenho da Jacobina, localiza-se à margem esquerda do rio Paraguai, a uma distância de 25 km da antiga Vila Maria do Paraguai, atual Cáceres, na então Província do Mato Grosso, no Brasil.

## Denominação
O nome não está vinculado a nenhuma espécie de alusão ao termo Jacobinismo, vinculado ao grupo laicista e de esquerda no processo da Revolução Francesa.
A origem do nome é atribuída, por meio de uma lenda, ao casal de índios Jacob e Bina. Nessa lenda, diz-se que nas terras de Jacobina vivia um casal de índios, de cujos nomes Jacob e Bina. Assim, pela junção dos nomes forma-se a palavra "Jacobina". Essa nomeação está relacionada aos primeiros habitantes da região e, evocados pelo discurso dos portugueses, mantém-se na história de institucionalização dessa fazenda.

## História

### Origem e desenvolvimento

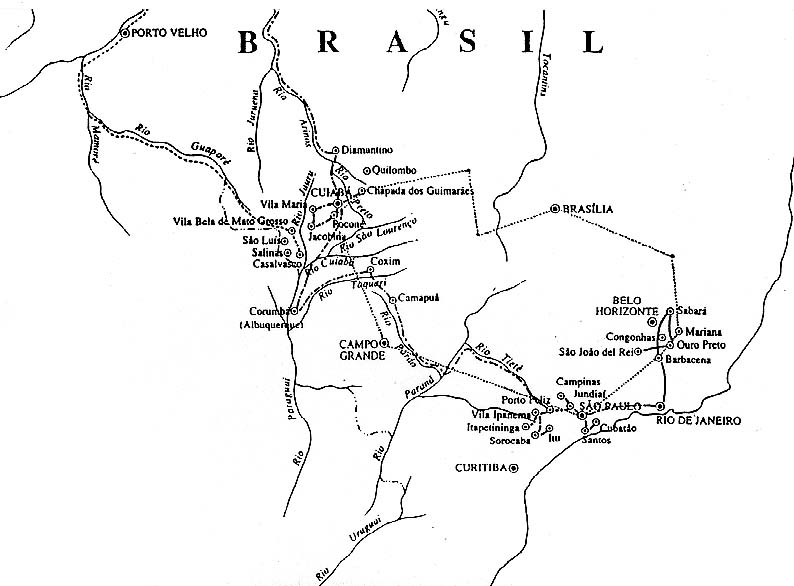
Mapa demonstrando o percurso realizado pela Expedição Langsdorff, incluindo sua passagem em Vila Maria, futura cidade de Cáceres

Este latifúndio, estabelecido em 1769 pelo português Leonardo Soares de Sousa, logo se tornou um importante estabelecimento produtor de charque e de açúcar, que abastecia não só os grandes centros brasileiros como São Paulo e Rio de Janeiro, mas que também exportava para a Europa. Em 1772, a fazenda foi requerida pela Coroa Portuguesa. A partir desse ato, deu-se origem à ata de fundação de Vila Maria, em 6 de outubro de 1778, povoamento que viria a formar a atual cidade de Cáceres. Foi grande centro agropecuário, sendo considerada, em 1827, como a fazenda mais próspera da Província de Mato Grosso, com 60.000 cabeças de gado.

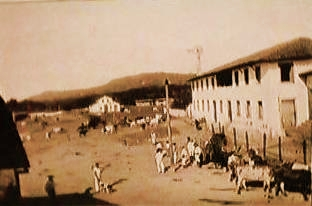
Fazenda Jacobina, Mato Grosso, Brasil. Imagem extraída do livro publicado em 1978 "Vila Maria dos Meus Maiores", de Luis-Philippe Pereira Leite

Foram inúmeros os hóspedes da fazenda, entre eles estava o viajante e autor francês francês Hercules Florence, em 1827. De acordo com Florence, que integrou a expedição Langsdorff ao interior do país entre os anos de 1825 e 1829, no livro intitulado Viagem fluvial do Tietê ao Amazonas está registrada a surpresa do autor com a opulência existente na fazenda. O viajante francês Hércules Florence registrou em seu Diário:
Em 1827, a Jacobina era a mais rica fazenda da Província. Tinha 60 mil cabeças de gado, 200 escravos e igual número de alforriados 
 As roças abrangiam canaviais, plantações de mandioca, feijão, cereais e café para abastecimento dos núcleos adjacentes. Possuía também engenho movido por força hidráulica.
O fundador não teve descendência masculina, tendo a filha dele, Maria Josefa de Jesus Leite se casado com João Pereira Leite. Ainda segundo as notas do viajante francês, João Pereira Leite orgulhava-se de ter “tantas terras quantas o rei de Portugal”. João e Josefa tiveram dez filhos, sendo sete homens e três mulheres. Após sua morte, sua esposa juntamente com filhos administrou a fazenda. Seu 
segundo filho, que recebeu o mesmo nome que o pai, tornou o braço direito da mãe na expansão dos negócios da família.

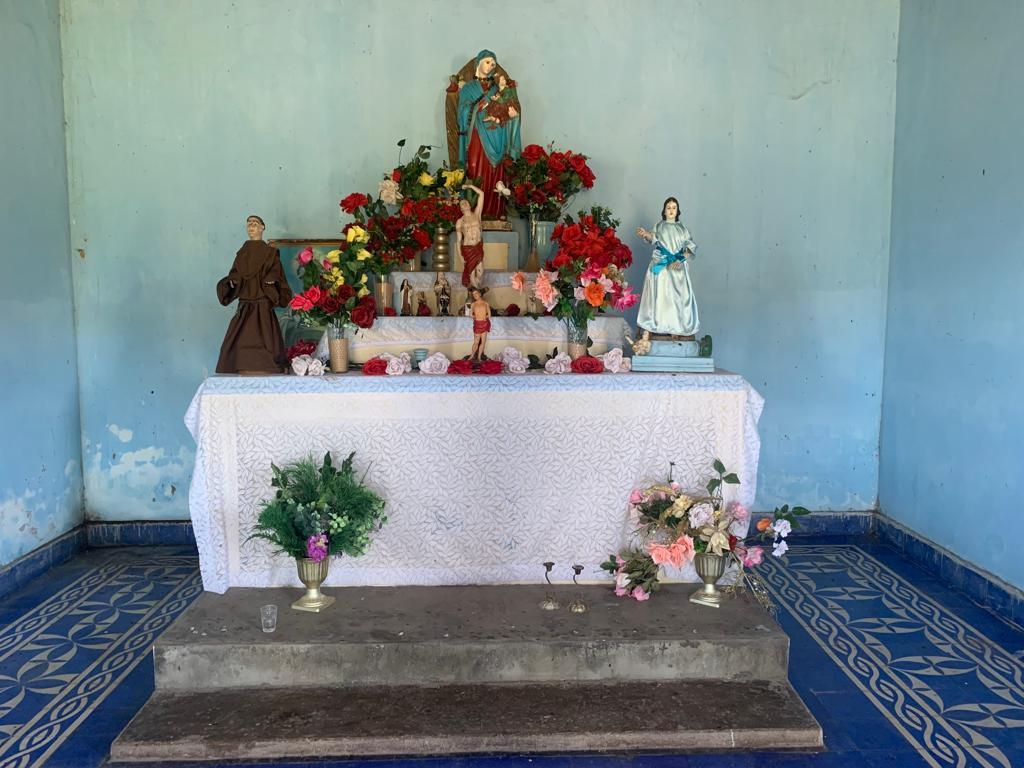
Parte interna da Capela

As instalações da fazenda compreendiam um sobrado com uma grande varanda com parapeito ao longo da fachada da casa, casas cobertas de telhas, uma capela dedicada a Santo Antônio, grandes armazéns, quatro engenhos de açúcar, dois tocados à água e dois por bois, uma olaria, uma máquina de socar milho e ranchos. A propriedade contava também com horta e pomar e criação aves domésticas. Segundo a tradição oral da família Pereira Leite, o sobrado foi construído por trabalhadores portugueses que retornavam das obras da sede administrativa da capitania do Mato Grosso em Vila Bela da Santíssima Trindade. Segundo o “Diário da Diligência do Reconhecimento do rio Paraguai”, de autoria de Ricardo Franco de Almeida Serra, em 1786 as obras de construção ainda não estavam concluídas.

### Declínio e atualidade
Como a maioria dos latifúndios brasileiros da época, era utilizada mão-de-obra escrava; cerca de 200 escravos residiam na fazenda. Seu declínio inicia-se no final do século XIX, após a abolição da escravatura. Além disso, a ascensão dos engenhos de cana-de-açúcar no Nordeste e as leis trabalhistas implementadas no governo Vargas na década de 1930 também contribuiriam com esse processo.
Por sua importância histórica e cultural, o antigo casarão, um sobrado colonial feito com taipa de pilão, encontra-se tombado pelo Instituto do Patrimônio Histórico e Artístico Nacional (IPHAN), desde 2010, enquanto a área da fazenda vem sendo ocupada por tanques de piscicultura. Atualmente, a fazenda pertence à família Lara e é um dos maiores atrativos históricos do município. O casarão foi transformado em empreendimento turístico, com restaurante com comidas típicas, piscinas e passeios, além de ser usada como local para realização de atividades educacionais para estudantes da região.

## A Jacobina e a Sabinada
O Dr. Francisco Sabino Álvares da Rocha Vieira, principal líder da revolução baiana conhecida com Sabinada, após ser detido (1838), foi julgado e condenado à prisão, pena comutada por degredo no Forte do Príncipe da Beira. Quando a caminho de Vila Bela da Santíssima Trindade, adoeceu na vizinhança da Fazenda Jacobina, onde encontrou abrigo e proteção por parte do major João Carlos Pereira Leite, então senhor da Jacobina. Nesta fazenda Sabino permaneceu exercendo a sua profissão de médico, atendendo a enfermos de toda a Província, até à sua morte, no Natal de 1846, nela tendo sido sepultado.